# Vulturești (Olt)
Pour les articles homonymes, voir Vulturești.
Vulturești est une commune du județ d'Olt en Roumanie.